# Polyrhachis labella
Polyrhachis labella é uma espécie de formiga do gênero Polyrhachis, pertencente à subfamília Formicinae.